# 本頓城 (密蘇里州)
本頓城（英語：Benton City）是位於美國密蘇里州奧德雷恩縣的村。

## 人口
根據2020年美國人口普查的數據，本頓城的面積為0.27平方千米，皆為陸地。當地共有人口101人，而人口密度為每平方千米374人。